# Vojňany
Vojňany (allemand : Krieg ) est un village de Slovaquie situé dans la région de Prešov.

## Histoire
Première mention écrite du village en 1235.

## Démographie

### Évolution de la population
| Année:               | 1994. | 2004.    | 2014.    | 2024.   |
| -------------------- | ----- | -------- | -------- | ------- |
| Nombre de personnes: | 221   | 265      | 292      | 318     |
| Différence:          |       | +19,90 % | +10,18 % | +8,90 % |

| Année:               | 2023. | 2024.   |
| -------------------- | ----- | ------- |
| Nombre de personnes: | 317   | 318     |
| Différence:          |       | +0,31 % |